# Stara Rudzica
Stara Rudzica (biał. Старая Рудзіца, Staraja Rudzica; ros. Старая Рудица, Staraja Rudica) – wieś na Białorusi, w obwodzie mińskim, w rejonie dzierżyńskim, w sielsowiecie Borowa, przy zjeździe z drogi magistralnej M1 na Dzierżyńsk.

## Historia
W Rzeczypospolitej Obojga Narodów leżała w województwie mińskim, w powiecie mińskim. Początkowo była własnością wielkich książąt litewskich. W 1550 król Polski i wielki książę litewski Zygmunt II August nadał klucz kojdanowski, zwany hrabstwem kojdanowskim, w skład którego wchodziła również Rudzica, Radziwiłłom. W 1652 koniuszy wielki litewski Bogusław Radziwiłł zastawił Rudzicę i Niehorele strażnikowi wielkiemu litewskiemu Mirskiemu. W 1756 księżna Woroniecka ufundowała tu cerkiew unicką, pod zaborami przekazaną prawosławnym. Wieś odpadła od Rzeczypospolitej w 1793 w wyniku II rozbioru.
W XIX i w początkach XX w. położona była w Rosji, w guberni mińskiej, w powiecie mińskim, gminie Kojdanów. Od pierwszej ćwierci XIX w. należała do Dybowskich.
Po I wojnie światowej pod administracją polską, w Zarządzie Cywilnym Ziem Wschodnich, w okręgu mińskim, w powiecie mińskim, gminie Kojdanów.
W wyniku postanowień traktatu ryskiego znalazła się w granicach Związku Sowieckiego. W latach 1932-1937 w Polskim Rejonie Narodowym im. Feliksa Dzierżyńskiego. Od 1991 w niepodległej Białorusi.